# Zertifizierung (Biomasse)
Die Zertifizierung von Biomasse dient dem Herkunftsnachweis von flüssiger Biomasse, die energetisch als Biokraftstoff oder zur Erzeugung von Bioenergie genutzt wird. Die Zertifizierung erfolgt auf Grundlage der Richtlinie 2009/28/EG (Erneuerbare-Energien-Richtlinie) der Europäischen Union. Die Biomasse muss bestimmte Nachhaltigkeitskriterien erfüllen, wie z. B. ein Mindesteinsparpotential für Treibhausgase, Erhaltung der Biodiversität, Einhaltung von Sozialstandards etc.
Die Umsetzung dieser EU-Richtlinie in deutsches Recht erfolgte mit der von August 2009 bis Januar 2010 in Kraft getretenen Biomassestrom-Nachhaltigkeitsverordnung (BioSt-NachV) bzw. der Biokraftstoff-Nachhaltigkeitsverordnung (Biokraft-NachV).
Die Zertifizierung der Biomasse kann die Voraussetzung eines Förderungsanspruchs, der Anerkennung oder des Steuererlasses sein, z. B. auf Grundlage des Erneuerbare-Energien-Gesetzes, des Erneuerbare-Energien-Wärmegesetzes, des Biokraftstoffquotengesetzes und anderer Gesetze.

## Voraussetzung
Die Nachhaltigkeitskriterien für die Zertifizierung werden durch die Bundesregierung und die Europäische Union festgelegt. Ziele sind unter anderem, dass keine Biomasse von Naturschutzflächen oder auf Flächen mit hoher biologischer Vielfalt (Biodiversität) gewonnen wird, um beispielsweise die Rodung von Urwäldern zu vermeiden.
Die Nachhaltigkeitskriterien enthalten, neben Umweltaspekten, auch soziale, ökonomische und andere Kriterien. Neben den gesetzlich vorgeschriebenen Kriterien können auch weitergehende Kriterien erfüllt werden.

## Durchführung
Die Zertifizierung wird von Zertifizierungsgesellschaften, wie z. B. Agrizert, Bureau Veritas, DQS, Intertek oder Technischen Überwachungs-Verein (TÜV), nach festgelegten Kriterien durchgeführt. Die Zertifizierung erfolgt im Rahmen eines Audits. Bei erfolgreicher Demonstration der Einhaltung der vorgegebenen Kriterien stellt die zertifizierende Stelle dem Unternehmen ein Zertifikat aus.